# Plectrohyla ephemera
Plectrohyla ephemera är en groddjursart som först beskrevs av Meik, Canseco-Márquez, Smith och Campbell 2005.  Plectrohyla ephemera ingår i släktet Plectrohyla och familjen lövgrodor. IUCN kategoriserar arten globalt som akut hotad. Inga underarter finns listade i Catalogue of Life.